# Kurixalus eiffingeri
Kurixalus eiffingeri es una especie de anfibios de la familia Rhacophoridae.

## Distribución geográfica yhábitat
Es endémica de las islas Yaeyama (sur de las islas Ryūkyū, Japón) y del norte y centro de la isla de Taiwán. 